# Debitel AG
Debitel AG, tyskt företag inom telekommunikation, Stuttgart, Tyskland. Företaget grundades 1991. När företaget var som störst hade det en marknadsandel på 47% av mobiltelefonin i Tyskland. 2004 såldes företaget till ett holdingbolag ägt av den schweiziska telekomjätten Swisscom.